# Serley
Serley ist eine französische Gemeinde im Département Saône-et-Loire in der Region Bourgogne-Franche-Comté. Sie gehört zum Arrondissement Louhans und zum Kanton Pierre-de-Bresse. Serley hat 595 Einwohner (Stand 1. Januar 2022), sie werden Serléens, resp. Serléennes genannt.

## Geografie

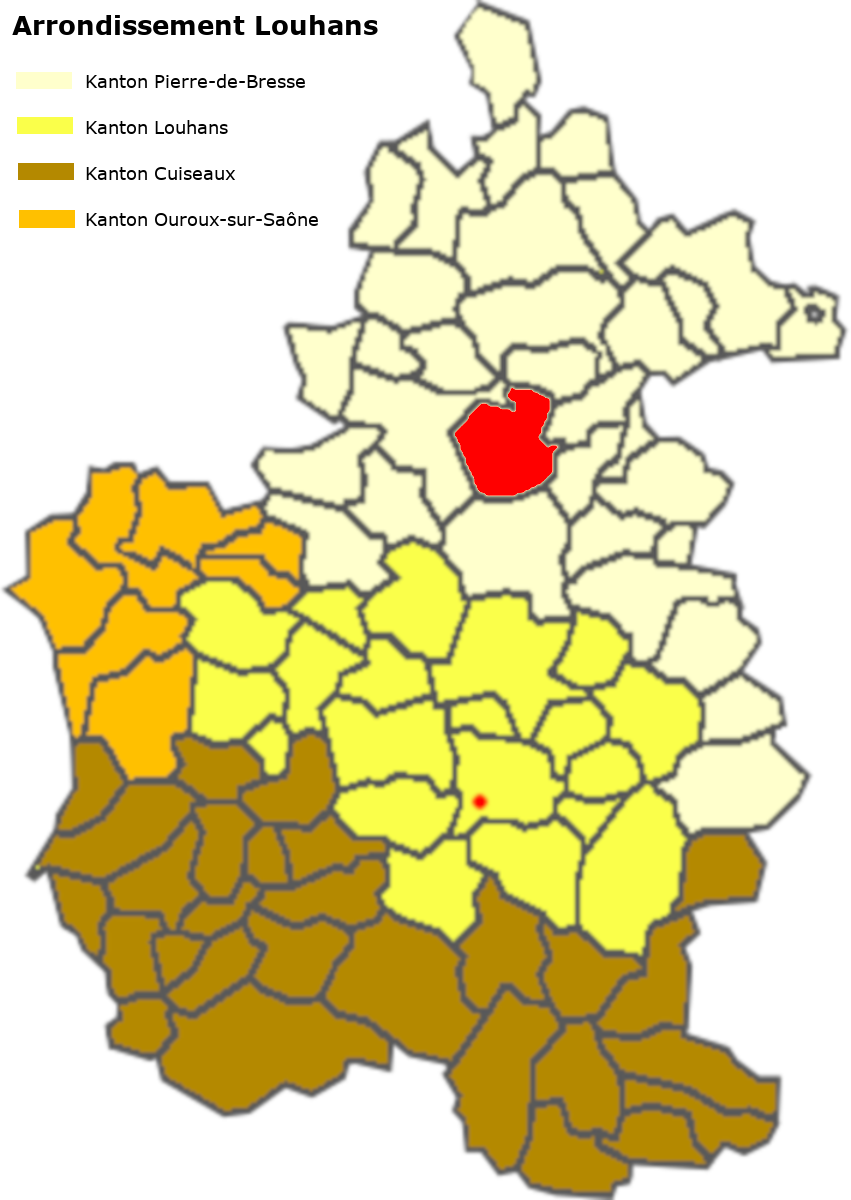
Lage der Gemeinde im Arrondissement Louhans

Die Gemeinde liegt in der Landschaft Bresse, im nördlichen Drittel des Arrondissement Louhans, der Bourg am äußersten Westen des Gemeindegebietes. Über 90 Prozent der Einwohner wohnen jedoch in den zahlreichen Weilern. Die südwestliche Gemeindegrenze wird durch die Guyotte gebildet, die Grenze folgt den zahlreichen Windungen des Flüsschens. Kurz bevor die Guyotte das Gemeindegebiet verlässt, mündet der Ruisseau de l'Etang du Moulin, er entwässert das nördliche und zentrale Gemeindegebiet. Im Osten der Gemeinde liegen die beiden Étangs de Chaudenard und des Arbois. Deren Ausfluss bildet der Ruisseau de l'Étang de Bouhans, der sich nach Süden zieht und in der Gemeinde Bouhans in die Brenne mündet. Im südöstlichen Gemeindegebiet liegt der Étang de Barre, er wird durch den Ruisseau de l'Etang de Barre entwässert, der auf dem Gemeindegebiet von Bouhans in den Ruisseau de l’Étang de Bouhans mündet. Auf dem Gemeindegebiet befinden sich sechs registrierte Étangs. Im westlichen Gemeindegebiet berührt die Departementsstraße D970 das südwestliche Gemeindegebiet und verbindet Mervans mit Saint-Germain-du-Bois. In Nord-Süd-Richtung wird die Gemeinde im östlichen Gebiet von der Departementsstraße D13 von La Chaux nach Louhans durchzogen. Die Trasse der D13 deckt sich weitgehend mit der Römerstraße die von Pierre nach Louhans führte. Die Gemeinde verfügt praktisch über keine zusammenhängenden Waldflächen. 
Zur Gemeinde gehören die folgenden Weiler und Fluren: les Arbois, les Autelins, les Bois, les Bouchards, le Boulet, Champ-Diot, la Champonnière, la Charmotte, les Chavannes, le Chêne-Borgnu, la Chise, Chivière, le Clausé, la Communautés, les Couesnes, le Crest, Creuilly, la Croix, l’Étang-de-Barre (Gewässer), l’Étang-du-Moulin, les Fernoux, Forêt, la Forêt, Grand-Champ, la Grapinière, le Haut-de-Serley, le Lavoir, la Louvière, Meix-Accroitout, Meix-Flatot, les Mérillons, la Miconnière, le Mont, Mont-Cornot, Mont-Fertier, le Noyer, Périssenty, les Perrots, les Repions, la Ronce, le Rondot, Rue-de-la-Serpent, les Vernes-Thibert, la Vernotte, la Ville-des-Maréchaux, Vorne.

### Klima
Das Klima in Serley ist warm und gemäßigt. Es gibt das ganze Jahr über deutliche Niederschläge, selbst der trockenste Monat weist noch hohe Niederschlagsmengen auf. Die Klassifikation des Klimas nach Köppen und Geiger ist Cfb ((Gemäßigtes) Ozeanklima). Die Temperatur liegt im Jahresdurchschnitt bei 12,0 °C. Der wärmste Monat ist der Juli mit einer Durchschnittstemperatur von 21,2 °C, der kälteste der Januar mit 3,3 °C. Über ein Jahr verteilt summieren sich die Niederschläge auf 1081 mm, dabei ist der November mit 117 mm der niederschlagsreichste, während Juli als trockenster Monat 72 mm aufweist. Über das ganze Jahr werden etwa 2764 Sonnenstunden gezählt.
|                        | Jan | Feb | Mär  | Apr  | Mai  | Jun  | Jul  | Aug  | Sep  | Okt  | Nov  | Dez |   |      |
| Mittl. Temperatur (°C) | 3,3 | 3,9 | 7,5  | 11,2 | 15,1 | 19,2 | 21,2 | 20,8 | 17,0 | 12,9 | 7,4  | 4,1 | ⌀ | 12   |
| Mittl. Tagesmax. (°C)  | 6,2 | 7,7 | 12,0 | 15,8 | 19,5 | 23,9 | 25,9 | 25,6 | 21,5 | 17,0 | 10,5 | 6,8 | ⌀ | 16,1 |
| Mittl. Tagesmin. (°C)  | 0,6 | 0,6 | 3,2  | 6,4  | 10,3 | 14,2 | 16,2 | 15,9 | 12,7 | 9,2  | 4,4  | 1,5 | ⌀ | 8    |
|                        |     |     |      |      |      |      |      |      |      |      |      |     |   |      |
| Niederschlag (mm)      | 98  | 83  | 80   | 90   | 93   | 77   | 72   | 73   | 87   | 104  | 117  | 107 | Σ | 1081 |

| 0,6 |

| 0,6 |

| 3,2 |

| 6,4 |

| 10,3 |

| 14,2 |

| 16,2 |

| 15,9 |

| 12,7 |

| 9,2 |

| 4,4 |

| 1,5 |

| 0,6 |

| 0,6 |

| 3,2 |

| 6,4 |

| 10,3 |

| 14,2 |

| 16,2 |

| 15,9 |

| 12,7 |

| 9,2 |

| 4,4 |

| 1,5 |

## Toponymie
Der Ort wird 1072 als Ecclesia ruris Cerliacensis erstmals erwähnt. Der damalige Name Cerliacum deutet auf eine gallo-römische Besiedlung hin, indem es sich um den Besitz eines Cerlius o. ä. handelte.

## Geschichte
Die Herrschaft Saubertier wurde später La Balme genannt und enthielt große Teile der heutigen Gemeinde. Im 17. Jahrhundert ging die Herrschaft an die de Scorailles über. Im 18. Jahrhundert bestand eine Fachwerkkirche, die heutige Kirche wurde 1845 oder 1873 erbaut. Das Oratorium aus Ziegelsteinen im Weiler Chivière (an der D13), entstand vermutlich im 19. Jahrhundert, es war der Heiligen Genoveva geweiht. 1798 besaß die Gemeinde bereits ein Gemeindehaus, das Pfarrhaus entstand 1820, 1910 wurde im Hof des Pfarrhauses die Mairie-École erbaut. 1912 wurde eine weitere Schule im Weiler Ville-des-Maréchaux erbaut für die Kinder der entfernteren Weiler. Eine Schmiede bestand unmittelbar neben der Mairie-École, die bis 1975 in Betrieb war. Seit dem Jahr 2000 hat der größte Anbaubetrieb für Cassis im Département Saône-et-Loire seinen Sitz in Serley. 1856 bestanden noch eine Mühle mit 2 Rädern und 2 Ölmühlen, 1988 wurden 48 Landwirtschaftsbetriebe gezählt.

### Die Herren von Serley
Ein Teil der Gemeinde gehörte zu Bouhans und damit zum Marquisat des Scorailles. Daneben bestanden weitere Lehen:
- Forêt (etwa 6 Kilometer nordöstlich des Bourg an der D13 Route de Pierre) gehörte der Familie de la Marche.
- La Charmotte (etwa 4,5 Kilometer nordnordöstlich des Bourg) gehörte den de Montrevel, den Herren von Lessard-en-Bresse und 1780 den Esmonin de Dampierre.

### Heraldik
Das Wappen, das die Gemeinde verwendet, zeigt auf Rot einen Schräglinksbalken, darauf liegt ein Schrägbalken, beide in Silber, im unteren Drittel gekreut, im Schildhaupt zwei silberne kreuzförmige Balken, der balkenweise liegt auf dem pfahlweisen Balken.
Die Bedeutung und Herkunft des Wappens sind nicht klar, das Bild entspricht auch nicht der gängigen Heraldik.

## Bevölkerung
| Serley: Einwohnerzahlen von 1793 bis 2020 | Serley: Einwohnerzahlen von 1793 bis 2020 | Serley: Einwohnerzahlen von 1793 bis 2020 | Serley: Einwohnerzahlen von 1793 bis 2020 | Serley: Einwohnerzahlen von 1793 bis 2020 |
| --- | ----------------------------------------- | ----------------------------------------- | ----------------------------------------- | ----------------------------------------- |
| Jahr |                                           |                                           |                                           | Einwohner                                 |
| 1793 | 1793                                      |                                           | 1.060                                     | 1.060                                     |
| 1800 | 1800                                      |                                           | 1.044                                     | 1.044                                     |
| 1806 | 1806                                      |                                           | 1.351                                     | 1.351                                     |
| 1821 | 1821                                      |                                           | 1.416                                     | 1.416                                     |
| 1831 | 1831                                      |                                           | 1.489                                     | 1.489                                     |
| 1836 | 1836                                      |                                           | 1.091                                     | 1.091                                     |
| 1841 | 1841                                      |                                           | 1.187                                     | 1.187                                     |
| 1846 | 1846                                      |                                           | 1.129                                     | 1.129                                     |
| 1851 | 1851                                      |                                           | 1.178                                     | 1.178                                     |
| 1856 | 1856                                      |                                           | 1.171                                     | 1.171                                     |
| 1861 | 1861                                      |                                           | 1.111                                     | 1.111                                     |
| 1866 | 1866                                      |                                           | 1.133                                     | 1.133                                     |
| 1872 | 1872                                      |                                           | 1.108                                     | 1.108                                     |
| 1876 | 1876                                      |                                           | 1.096                                     | 1.096                                     |
| 1881 | 1881                                      |                                           | 1.115                                     | 1.115                                     |
| 1886 | 1886                                      |                                           | 1.097                                     | 1.097                                     |
| 1891 | 1891                                      |                                           | 1.065                                     | 1.065                                     |
| 1896 | 1896                                      |                                           | 1.035                                     | 1.035                                     |
| 1901 | 1901                                      |                                           | 992                                       | 992                                       |
| 1906 | 1906                                      |                                           | 990                                       | 990                                       |
| 1911 | 1911                                      |                                           | 1.048                                     | 1.048                                     |
| 1921 | 1921                                      |                                           | 925                                       | 925                                       |
| 1926 | 1926                                      |                                           | 944                                       | 944                                       |
| 1931 | 1931                                      |                                           | 874                                       | 874                                       |
| 1936 | 1936                                      |                                           | 875                                       | 875                                       |
| 1946 | 1946                                      |                                           | 886                                       | 886                                       |
| 1954 | 1954                                      |                                           | 792                                       | 792                                       |
| 1962 | 1962                                      |                                           | 708                                       | 708                                       |
| 1968 | 1968                                      |                                           | 635                                       | 635                                       |
| 1975 | 1975                                      |                                           | 566                                       | 566                                       |
| 1982 | 1982                                      |                                           | 526                                       | 526                                       |
| 1990 | 1990                                      |                                           | 513                                       | 513                                       |
| 1999 | 1999                                      |                                           | 454                                       | 454                                       |
| 2006 | 2006                                      |                                           | 488                                       | 488                                       |
| 2009 | 2009                                      |                                           | 570                                       | 570                                       |
| 2014 | 2014                                      |                                           | 601                                       | 601                                       |
| 2020 | 2020                                      |                                           | 603                                       | 603                                       |
| Quelle(n): EHESS/Cassini bis 2006, ab 2009 INSEE Anmerkung(en): • Ab 1962 offizielle Zahlen ohne Einwohner mit Zweitwohnsitz • Höchste Einwohnerzahl 1831 mit 1489, tiefste Einwohnerzahl 1999 mit 454 (30,5 % vom Maximum) |                                           |                                           |                                           |                                           |

| Bevölkerungsstruktur | Anzahl Einwohner | männlich | weiblich | davon Ausländer | Anteil % |
| -------------------- | ---------------- | -------- | -------- | --------------- | -------- |
|                      | 599              | 292      | 307      | 42              | 7,0      |

| Männer | Alterstufe | Frauen |
| ------ | ---------- | ------ |
| 3      | 90 + älter | 7      |
| 22     | 75–89      | 30     |
| 81     | 60–74      | 64     |
| 52     | 45–59      | 62     |
| 46     | 30–44      | 50     |
| 37     | 15–29      | 39     |
| 51     | 0–14       | 54     |

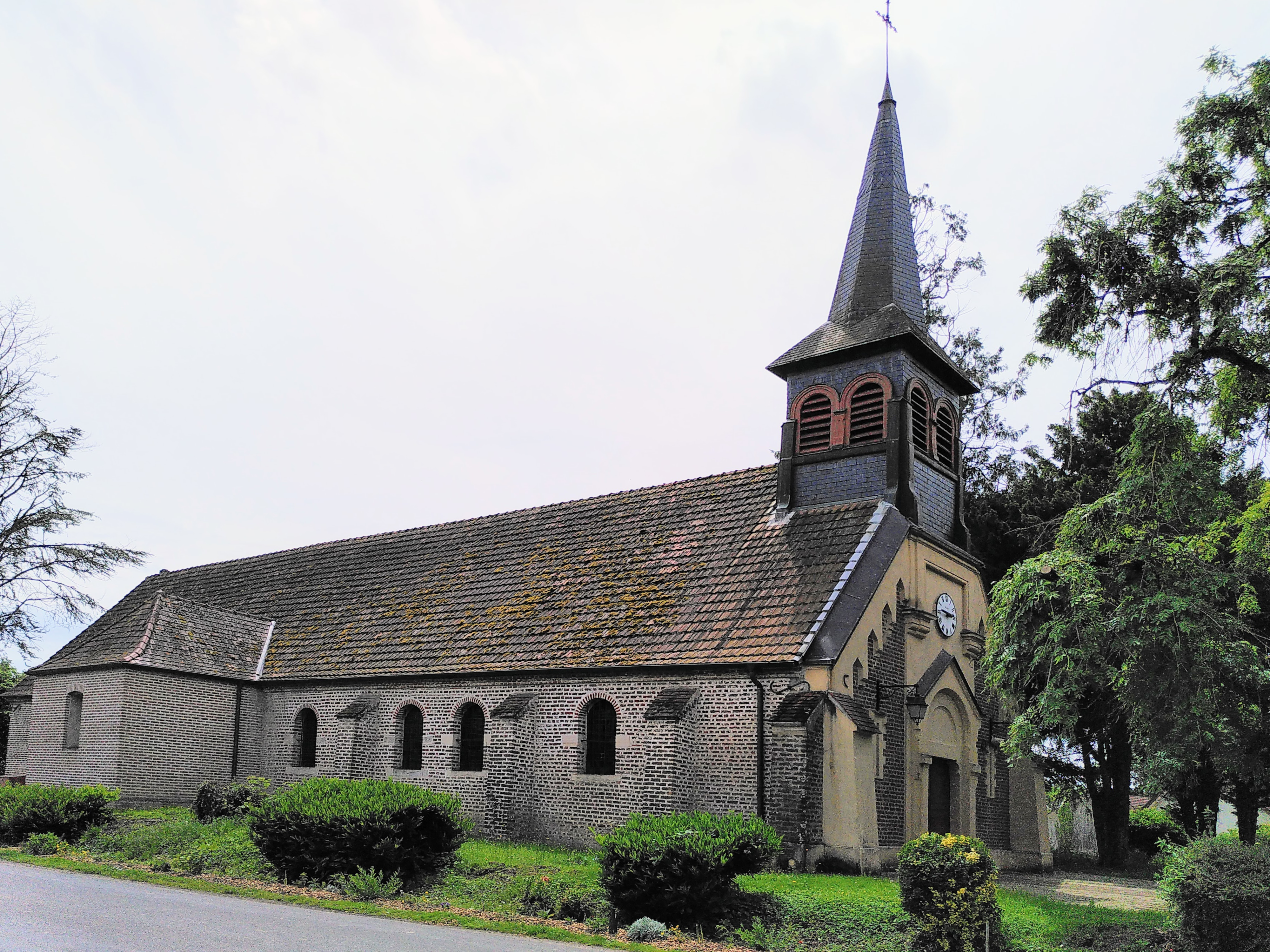
Kirche Saint-Vincent von Serley

Die Bevölkerungsstruktur zwischen Männern und Frauen ist ungefähr ausgeglichen. Dabei sind 46 % der Bevölkerung jünger als 45 Jahre. Die Gruppe der unter 15-Jährigen macht 17,5 % der Bevölkerung aus. Demgegenüber sind 35 % der Einwohner älter als 60 Jahre und damit im Rentenalter. Diese Struktur dürfte auf die Tatsache zurückzuführen sein, dass seit 1999 dank einer regen Bautätigkeit die Wohneinheiten um 26 % zugenommen haben. Dadurch dürfte ein Zuzug von jungen Familien mit Kindern erfolgt sein.
| Wohnstruktur               | Anzahl Wohneinheiten | davon Häuser | Wohnungen | sonstige |
| -------------------------- | -------------------- | ------------ | --------- | -------- |
|                            | 344                  | 330          | 11        | 3        |
| davon Hauptwohnsitz        | 272                  |              |           |          |
| Zweit- oder Ferienwohnsitz | 54                   |              |           |          |
| vakant                     | 18                   |              |           |          |

## Wirtschaft und Infrastruktur

### Unternehmen, Betriebe, Ladengeschäfte und Einrichtungen
In der Gemeinde gibt es nebst Kirche (geweiht dem Heiligen Vincent) und Mairie (Gemeindehaus) folgende Unternehmen nach Branchen:
| Branche                                                           | Anzahl Betriebe |
| ----------------------------------------------------------------- | --------------- |
| Industrie und verarbeitendes Gewerbe                              | 2               |
| Baugewerbe                                                        | 6               |
| Groß- und Einzelhandel, Verkehr, Beherbergung und Gastronomie     | 13              |
| Information und Kommunikation                                     |                 |
| Finanz- und Versicherungsdienstleistungen                         |                 |
| Grundstücks- und Wohnungswesen                                    | 4               |
| Freiberufliche, wissenschaftliche und technische Dienstleistungen | 6               |
| Öffentliche Verwaltung, Unterricht, Gesundheits- und Sozialwesen  | 1               |
| Sonstige Dienstleistungen                                         | 1               |
| Land- und Forstwirtschaftsbetriebe                                | 14              |

In der Gemeinde befinden sich ein Supermarkt, ein Coiffeursalon, eine Autogarage, ferner ein Bauhandwerksbetrieb, zwei Schreinerei-/Zimmereien und ein Installateurbetrieb. Im Ort befindet sich ein Tennis- und ein Pétanqueplatz, ein Schwimmbad, ein Taxiunternehmen, ein Restaurant und zwei Gîtes. Mit den Gütern des täglichen Bedarfs versorgen sich die Einwohner weitgehend in Saint-Germain-du-Bois.

### Geschützte Produkte in der Gemeinde
Als AOC-Produkte sind in Serley Crème et beurre de Bresse, Volaille de Bresse und Dinde de Bresse zugelassen.

### Bildungseinrichtungen
In der Gemeinde besteht eine École primaire (École maternelle und École élémentaire), die der Académie de Dijon untersteht und von 40 Kindern besucht wird. Für die Schule gilt der Ferienplan der Zone A.

## Auszeichnungen
Villes et Villages Fleuris hat der Gemeinde zwei Blumen verliehen.